# باشگاه فوتبال شوارتز-وایس اسن
شوارتز-وایس اسن یک باشگاه فوتبال آلمانی است که در شهر اسن واقع در ایالت نوردراین-وستفالن مستقر است. منشأ آن یک باشگاه ژیمناستیک است که در سال ۱۸۸۱ تأسیس شد. دپارتمان فوتبال این باشگاه در ژانویه سال ۱۹۰۰ تشکیل شد. آنها سابقه بالای سر بردن یک عنوان جام حذفی آلمان در سال ۱۹۵۹ را دارند.

## هماوردی‌ها
در گذشته، دربی‌های محلی که در مقابل روت وایس اسن انجام می‌شد، اتفاقات بزرگی رخ می‌داد، بعضی اوقات بیش از ۳۰٬۰۰۰ هوادار به ورزشگاه می‌آمدند، اما به مرور زمان، از اهمیت این رقابت کم شده‌است. این رقابت بیشتر مبتنی بر جغرافیای شهر بود، یک طرف شمال (RWE) و و طرف دیگر جنوب (SWE) شهر صف آرایی می‌کردند.

## افتخارات

### تیم اصلی
- جام حذفی آلمان
  - قهرمان: ۱۹۵۹
- اوبرلیگا ۲
  - قهرمان: ۱۹۶۱